# Wes Hardin
John Wesley "Wes" Hardin, född 26 maj 1853 i Bonham i Texas, död 19 augusti 1895 i El Paso i Texas, var en ökänd revolverman och mördare. Hans far J. G. Hardin var kringresande pastor i Bonham County, Texas på 1850-talet. 

## Biografi
Wes Hardin sköt sin första person vid 15 års ålder. En svart man som Wes påstod skulle slå honom med en käpp.
Mellan åren 1868 och 1873 kan Hardin ha mördat närmare tjugo personer, han hade fler än tolv skåror i sin revolverkolv år 1871. 
Under åren 1873 -74 bodde Hardin i Comanche med sin fru och nyfödda dotter Molly, där de försörjde sig på boskapsskötsel. I sina memoarer skriver han; "Jag och mina vänner hade det mycket bra, jag ägde omkring 3 000 dollar kontant, femtio kreatur, ett par vagnar och femton hästar. Jag hade även åtskilliga anställda."
Den 26 maj 1874 vid 21 års ålder, inne på saloonen som ägdes av Jack Wright, sköt han ihjäl sheriff Charlie Webb i Comanche, Texas, sedan Webb försökt arrestera honom. Webb representerade lagen i Brown County, men drog sig inte för att jaga efterspanade revolvermän utanför sitt eget distrikt.
En mobb följde efter honom och medan Wes flydde för sitt liv, tog mobben ut sin hämnd flera gånger om. Under de närmaste nio dagarna hängdes hans bror Joe i en telegrafstolpe, hans kusiner Tom och Bud Dixon dog i en snara som arrangerades av ett uppbåd, och hans påstådda kumpaner Alex Barrickman och Ham Anderson avrättades med revolverskott. Både Pinkertons och Texas Rangers jagade honom nu, och ett pris på 4 000 dollar sattes på hans huvud.
Efter tre års flykt greps Wes Hardin (han kallade sig här J.H. Swain) av Löjtnanten vid Texas Rangers John B. Armstrong, den 23 augusti 1877 då han klev av ett tåg på stationen i Pensacola, Florida. 
På väg tillbaka till Texas satt han fängslad i Austin där han hade sällskap av sin svåger Brown Bowen och sin kusin Manning Clements. Även hans kumpan Bill Taylor satt där och den legendariske John Ringo (Ringgold). I september 1877 fördes Wes vidare till Gonzales för rannsakning. Juryn överlade i en och en halv timma och fann Hardin skyldig till mord av andra graden, och han dömdes till 25 års straffarbete i fängelset Rusk i Huntsville. 
I februari 1894 släpptes fånge nr 7109, John Wesley Hardin, fri efter sexton år bakom galler och återvände till Gonzales. Hans hustru Jane (Brown) hade dött två år tidigare, men han hade vuxna barn kvar. Han avslutade nu sina juridiska studier och tiggde sig till full benådning av guvernör Jim Hoggs. 
Wes var nu praktiserande advokat i Gonzales, men efter en bitter politisk strid lämnar han staden.
I London, Texas gifte han om sig med den betydligt yngre Callie Lewis. Äktenskapet upplöstes dock snart. Han flyttade till El Paso där han fortsatte som advokat. 
Hardin började nu supa och hamnade ofta i bråk, och i samband med ett häftigt gräl mellan Wes och Gamle John Selman på Acme-saloonen på kvällen den 19 augusti 1895, blev han skjuten av Selman i huvudet.
Innan målet hamnade i domstol sköts Gamle John ihjäl i en duell med George Scarborough.
1896 kom hans självbiografi ut, The life of John Wesley Hardin.